# Gebroeders Wright
Wilbur Wright (Millville, 16 april 1867 – Dayton, 30 mei 1912) en Orville Wright (Dayton, 19 augustus 1871 – aldaar, 30 januari 1948) zijn twee pioniers in de geschiedenis van de luchtvaart.

## Familie
De twee hadden nog twee oudere broers, Reuchlin en Lorin, en een jongere zus Katharine. Hun vader was Milton Wright, hij was een bisschop bij een protestants kerkgenootschap, en moeder Susan Koerner Wright. Zij overleed op 4 juli 1889 op 58-jarige leeftijd. Milton Wright stierf op 3 april 1917 in Ohio , hij was toen 88 jaar.

## Voorgeschiedenis
Na zijn schoolopleiding begint Orville in 1889 een drukkerij in Dayton in de staat Ohio. Hij geeft ook een krant uit, West Side News en broer Wilbur komt als redacteur bij de krant. In het voorjaar van 1893 beginnen de twee een fietsenzaak, de Wright Cycle Exchange. In 1895 ontwerpen ze een eigen fiets, Van Cleve, die ze ook zelf in de zaak maken. In de zomer van 1896 wordt Orville langdurig ziek, in bed leest hij over de vliegexperimenten van Otto Lilienthal. De twee broers praten lang over het onderwerp en op 30 mei 1899 schrijft Wilbur een brief aan het Smithsonian Institution om meer informatie over de problematiek van het vliegen te krijgen. Op basis van deze informatie gaan de twee in de zomer aan de slag en bouwen een zweefvliegtuig in een kamer boven de fietsenzaak. 

## Kitty Hawk
Een jaar later waren de twee zo ver gevorderd dat ze op zoek gaan naar een geschikte locatie om het zweefvliegtuig te testen. Ze zochten een plek met veel wind, weinig bomen, een zachte ondergrond en weinig pottenkijkers. Zij kwamen uit op Kitty Hawk, een kustplaats op de Outer Banks in North Carolina. In september 1900 kwamen beide broers hier aan met het prototype van een zweefvliegtuig dat een spanwijdte had van 5,1 meter. In oktober werden de eerste vluchten gemaakt. Wilbur was de enige die vloog en hij maakte vluchten over afstanden tot 150 meter. Met de opgedane kennis gingen de twee terug naar Dayton. 
De volgende zomer keerden de broers terug naar Kitty Hawk met een nieuw en aangepast zweefvliegtuig. De eerste vluchten waren geen succes door problemen met de welving van de vleugels in de lengterichting. Ze pasten deze aan en de vluchten gingen beter maar nog steeds niet goed. Op de terugreis naar Dayton waren de broers niet optimistisch. In 1901-1902 ontwierpen ze een eerste windtunnel, om hun nieuwe modellen van zweeftoestellen te testen, en bouwden hierbij veel theoretische kennis op. In het voorjaar van 1902 was een nieuw ontwerp klaar. In september 1902 keerden ze terug naar de kust. Naar aanleiding van de eerste vluchten besloten ze het roer van vaste verticale vinnen te vervangen door een enkel en beweegbaar roer. Ze maakten bijna 1000 vluchten waaronder een vlucht van bijna 200 meter.
Voor hun te ontwerpen vliegtuig moesten zij een motor hebben. Ze schreven diverse fabrikanten aan, maar geen kon een motor leveren die aan de wensen voldeed. Charles Taylor, een werknemer in de fietsenzaak en vriend, maakte in zes weken een eigen motor. Taylor maakte een viercilindermotor met een aluminium motorblok, die voldoende vermogen had en met 69 kilogram minder woog dan vereist. Verder moesten de broers en Taylor oplossingen vinden voor de propellers, de overbrenging van de motorkracht en de besturing.
Aangezien Samuel Langley in 1903 aankondigde een vlucht te wagen, kwamen de gebroeders onder druk te staan en trokken met hun experimentele en nog niet helemaal afgewerkte toestel weer naar de duinen bij Kitty Hawk. Ze bouwden een nieuwe en grotere schuur, van 5×13 meter, om het vliegtuig te assembleren. Op 14 december werd een eerste poging ondernomen, doch deze mislukte. Op 17 december 1903 vond een vlucht plaats met de Flyer, later Flyer 1 genoemd, met Orville als piloot.  Toevallige waarnemers waren personeelsleden van een nabijgelegen weerstation. Later op de dag werden nog meerdere pogingen ondernomen, en de eerste vlucht van 12 seconden over een afstand van 37 meter werd meteen verbeterd door een beter resultaat die dag van 59 seconden over 260 meter. Pech achtervolgde de broers, want een windvlaag nam het vliegtuig mee en het raakte zeer zwaar beschadigd. Verder vliegen was geen optie meer, ze namen het vliegtuig in kratten mee terug naar Dayton.

## Huffman Prairie
Kitty Hawk lag ver weg en de broers gingen op zoek naar een geschikte locatie in de buurt. Zij vonden een groot weiland op zo’n 15 kilometer ten noordoosten van het gehucht Huffman Prairie. De reistijd met de bus was zo’n 40 minuten. In mei 1904 werden de eerste vluchten gemaakt met de Flyer 2. Het duurde tot augustus voordat het record van Kitty Hawk werd gebroken met een vlucht van meer dan 300 meter. Om de start te bespoedigen bouwden ze een lanceerinrichting. Een lang touw werd aan het vliegtuig verbonden en in het veld stond een stellage met een zwaar blok. Bij een start viel het blok waarmee het vliegtuig als een katapult werd weggeschoten. Het opstijgen ging veel beter en op 25 september werd een vlucht gemaakt van meer dan 1 kilometer en werd een bocht van 180 graden gemaakt.
Op 18 januari 1905 stuurden de broers een brief naar het Amerikaanse Ministerie van Oorlog met William Howard Taft als minister. Ze schreven over hun prestaties en poogden het leger te interesseren. Al op 26 januari ontvingen ze een standaardafwijzingsbrief van het ministerie. Pas in 1908 kon er een contract getekend worden. De tegenwaarde was $ 25.000 voor de levering van één vliegtuig. In 1905 werkten ze verder aan de Flyer 3, een degelijker toestel dan de twee voorgangers, uitgerust met een zwaardere motor van 25 pk. Op 5 oktober vloog de Flyer 3 een record van 38 minuten en legde een afstand af van 38 kilometer. De Flyer 3 had zich bewezen en de broers gingen op zoek naar kopers voor hun vliegtuig.

## Franse en Amerikaanse contracten
In Frankrijk bestond grote belangstelling voor de vliegprestaties. In maart 1906 kwam Arnold Fordyce namens een groep rijke Fransen en het Franse leger naar Dayton om een overeenkomst te sluiten. De broers stemden in en kregen een voorschot van 5000 dollar. Op 22 mei 1906 werd het patent voor de Wright Flying Machine toegekend, de aanvraag hiervoor was in 1903 ingediend.
Wilbur vertrok per boot naar Frankrijk om de onderhandelingen af te ronden. Orville kwam eind juli ook in Frankrijk aan, met de Flyer 3 verpakt in kratten. Rondreizen in Europa, met ontmoetingen met onder meer Louis Blériot, leverden meer publiciteit op, maar ook groot respect omwille van hun uitgebreide kennis. De onderhandelingen sleepten voort en het vliegtuig bleef in een douanedepot. In het najaar gingen de broers terug naar huis. Op 8 februari 1908 tekende het Amerikaanse ministerie van Oorlog een contract ter waarde van 25.000 dollar voor een Flyer en op 3 maart volgde een overeenkomst met het Franse La Compagnie Générale de Navigation Aérienne. In beide contracten waren demonstratievluchten opgenomen om de prestaties van het vliegtuig te bewijzen.

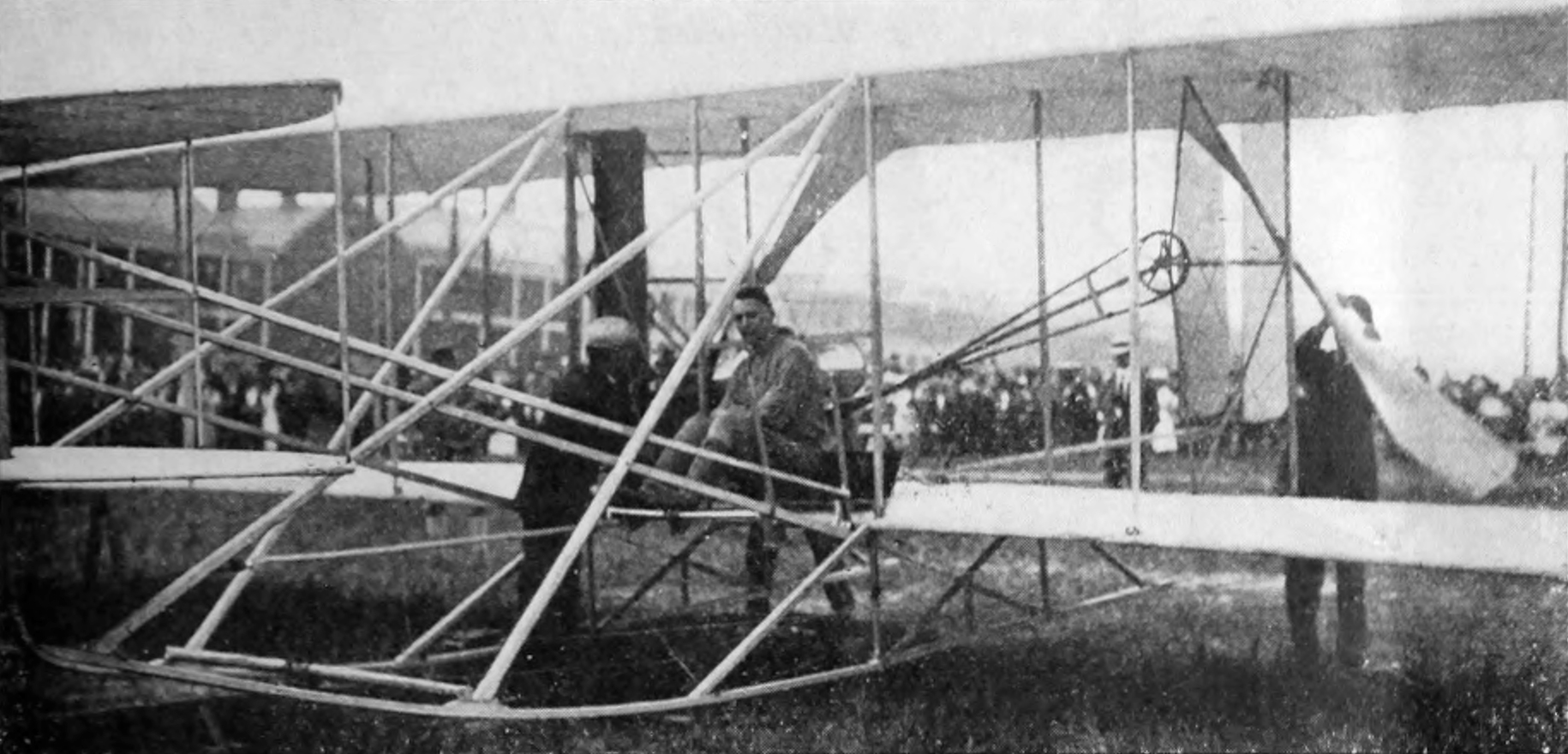
Orville zit achter het stuur en Selfridge stapt in

In het najaar van 1905 hadden de broers voor het laatst gevlogen. Ze gingen terug naar Kitty Hawk en oefenden een week lang. Wilbur maakte een stuurfout en stortte neer. Hij had lichte verwondingen, maar het toestel was verwoest en verdere testvluchten waren niet meer mogelijk. Wilbur vertrok naar Frankrijk voor de demonstraties en Orville naar Washington D.C.. In Frankrijk trokken de succesvolle demonstraties in Le Mans en Pau zeer veel belangstelling. In Washington vloog Orville met een uur en 10 minuten een nieuw record. Op 17 september 1908 vloog hij met luitenant Thomas Selfridge als passagier. Een deel van de propeller brak af en het vliegtuig stortte neer. Selfridge kwam hierbij om het leven en Orville raakte zwaar gewond. Hij lag vijf weken in het ziekenhuis alvorens hij naar huis kon. Wilbur bleef vliegen in Europa en op 31 december 1908 won hij de Michelin Cup. De Franse bandenfabrikant had een prijs uitgeloofd van 4000 dollar voor de langste vlucht, met 124 kilometer en een vliegtijd van 2 uur en 20 minuten won Wilbur overtuigend. In mei 1909 gingen de broers terug naar huis, de activiteiten in Europa hadden de twee zo'n 200.000 dollar opgeleverd en veel publiciteit. Société Astra was de vertegenwoordiger van de broers in Frankrijk geworden en heeft hun toestellen in licentie gebouwd.

## Terug in Amerika
Bij thuiskomst werden ze warm onthaald, zowel in New York als Dayton. In juni kregen ze van president Taft een gouden medaille voor hun prestaties. Enige stunts, zoals een vlucht rond het Vrijheidsbeeld en over de RMS Lusitania in de haven van New York, zorgden voor nog meer publieke bekendheid en erkenning.
In Dayton werd de Wright Company opgericht voor de productie van vliegtuigen en er werden in Duitsland ook fabrieken opgericht. Wilbur heeft na mei 1910 nauwelijks meer gevlogen, de tijd ging naar het leiden van het bedrijf en vele rechtszaken tegen inbreuken op de octrooien. Orville bleef tot 1918 doorvliegen.
Op 30 mei 1912 overleed Wilbur aan tyfus, hij was 45 jaar oud. Orville overleed op 30 januari 1948, op 77-jarige leeftijd in Dayton aan de gevolgen van een hartaanval. 

## Galerij

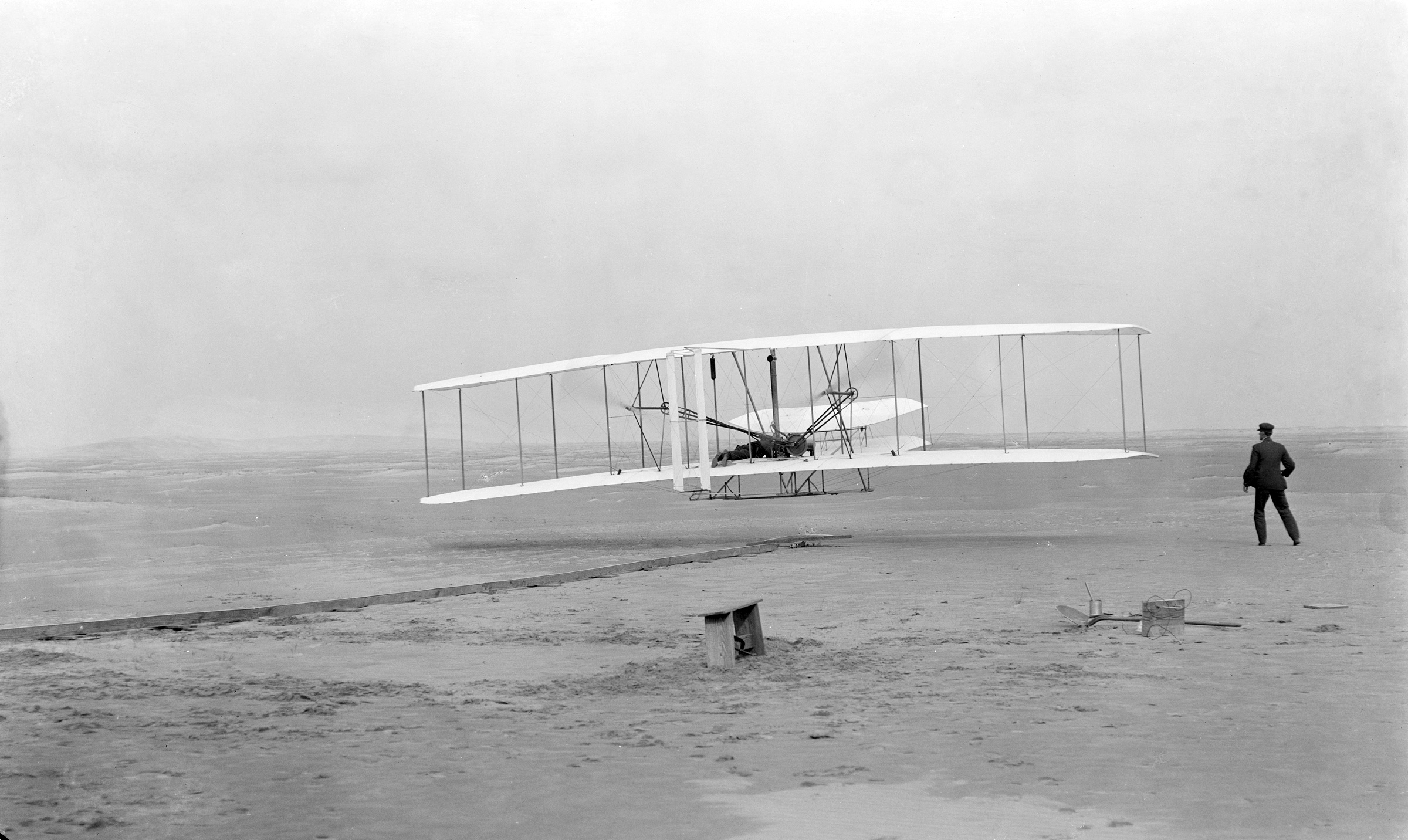
De eerste vlucht van de gebroeders Wright, 17 december 1903, 10.35 uur
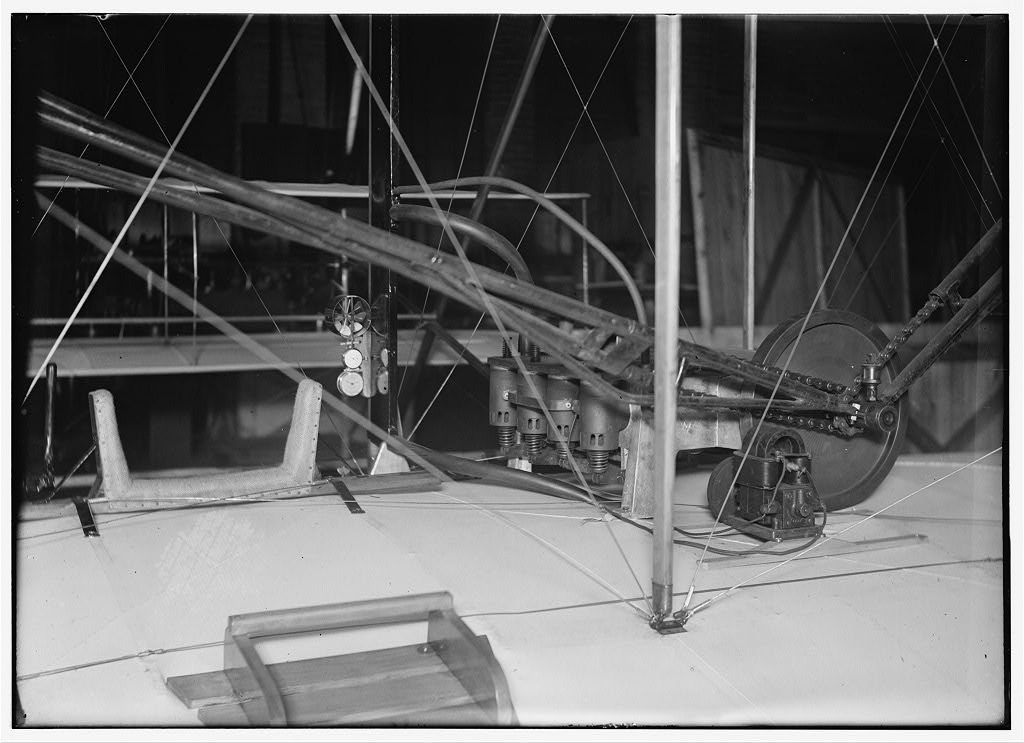
Close-up achteraanzicht van de ligplaats van de piloot (reconstructie uit 1928)
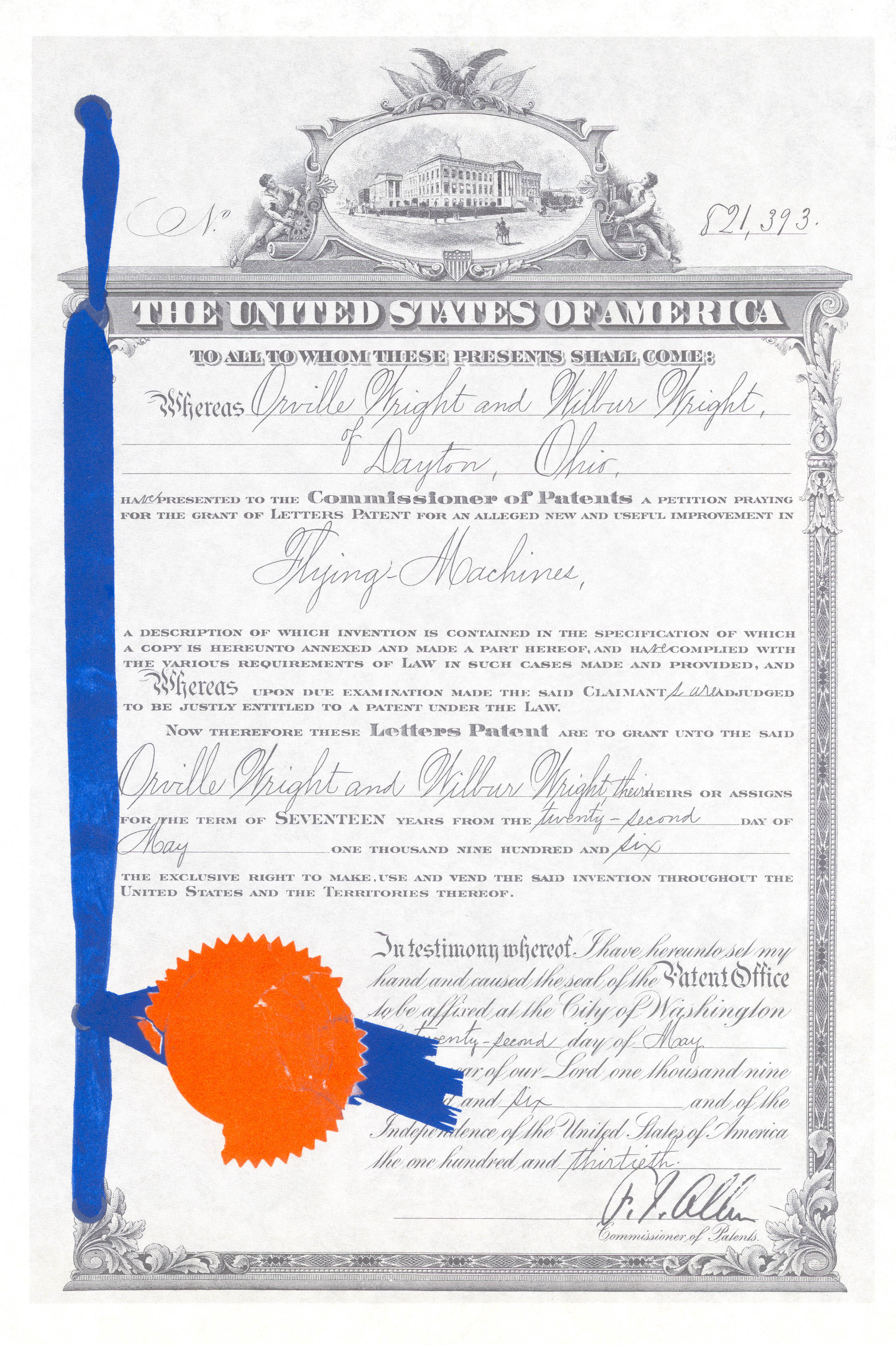
Patent van de gebroeders Wright 1906

## Trivia
In 1914 verklaarde het Smithsonian Institute dat Langley de eerste vlucht met een vliegtuig had ondernomen. Het instituut kwam pas op zijn woorden terug in 1942, na excuses aan Orville. Het historische vliegtuig kwam pas daarna in het Smithsonian terecht, na omzwervingen in het buitenland.

## Naslagwerk
- David McCullough, De Gebroeders Wright, Het Spectrum, 2015, ISBN 9789000346844

- SNAC: w63p2wc3